# Reni Mertens
Reni Mertens (* 8. April 1918 in Zürich als Renata Bertozzi; † 25. September 2000 ebenda) war eine Schweizer Dokumentarfilmerin.

## Leben
Nach dem Handelsdiplom und der Matura in Zürich studierte Reni Mertens Romanistik in Genf und Zürich. Während ihrer Studienzeit gründete sie einen Debattierklub, dem unter anderem Emigranten wie Georg Lukács, Ignazio Silone, Cesare Zavattini und Bertolt Brecht angehörten. In diesem Klub lernte sie auch ihren späteren Arbeitspartner Walter Marti kennen. Sie promovierte mit einer Arbeit über Gabriele d’Annunzio, die 1954 erschien, zum Dr. phil. I.
Reni Mertens unterrichtete, arbeitete für das Schweizer Radio und das Schweizer Fernsehen, untertitelte Filme und übersetzte Werke von Bertolt Brecht und Max Frisch ins Italienische.
1953 gründete Reni Mertens zusammen mit Walter Marti die Teleproduction. Über vier Jahrzehnte hinweg produzierten Mertens und Marti in der Folge zwanzig Dokumentarfilme und waren 1962 Mitbegründer des Verbands der Schweizer Filmgestalter (seit 1998 Verband Filmregie und Drehbuch Schweiz). Aufsehen erregte insbesondere Ursula oder das unwerte Leben, ein Portrait über ein taubblindes Mädchen, das aus der Zusammenarbeit mit der Rhythmikpädagogin Mimi Scheiblauer entstand. Die Teleproduction produzierte auch einige frühe Filme von Alain Tanner (Les apprentis, 1964), Rolf Lyssy (Eugen heisst wohlgeboren, 1968), Jean-Jacques Lagrange sowie Erich Langjahr (Do it yourself, 1981). Die Produktionsgesellschaft wurde erst 1999 – kurz vor dem Tod von Mertens und Marti – aufgelöst.
1997 wurde Reni Mertens zur Präsidentin der ersten Jury für den neuen Schweizer Filmpreis berufen.
Reni Mertens war mit dem Linguisten und Journalisten Hans-Walter Mertens verheiratet.
Sie fand auf dem Friedhof Sihlfeld ihre letzte Ruhestätte.
Der Nachlass von Reni Mertens befindet sich im Forschungs- und Archivierungszentrum der Cinémathèque suisse in Zürich.

## Filmografie
- 1953: Krippenspiel I
- 1956: Rhythmik
- 1958: Jour de Pêche
- 1958: Parfums de Paris
- 1961: Im Schatten des Wohlstandes
- 1962: Krippenspiel II
- 1962: Unsere Kleinsten
- 1964: Zahnprophylaxe (Auftragsfilm)
- 1966: Ursula oder das unwerte Leben[5]
- 1973: Die Selbstzerstörung des Walter Matthias Diggelmann (über den Schriftsteller Walter Matthias Diggelmann)
- 1974: Hélder Câmara – Gebet für die Linke (über den Erzbischof Hélder Câmara)
- 1977: À propos des apprentis
- 1980: Héritage (über den Komponisten und Maler Peter Mieg)
- 1985: Flamenco vivo – Die Schule des Flamenco
- 1988: Pour écrire un mot
- 1992: Requiem[6]

## Auszeichnungen
- Preis der Stadt Zürich für Rhythmik (1956)[7]
- Zürcher Filmpreis (1970)
- Doron-Preis[8]
- Brandenberger-Preis (1993, zusammen mit Walter Marti)
- Katholischer Medienpreis (15. Mai 1995, zusammen mit Walter Marti)[9]
- 1997 widmeten die Solothurner Filmtage ihr Spezialprogramm Rencontre Reni Mertens und Walter Marti.

## Schriften
- L’Antirealismo di Gabriele d’Annunzio. 'La nuova Italia', Firenze 1954. (Diss. phil. I Zürich 1954).

## Archive
- Nachlass Reni Mertens und Walter Marti. Signatur: CH CS CSZ 016. Forschungs- und Archivierungszentrum Cinémathèque suisse Zürich.